# 4e régiment de spahis tunisiens
Pour les articles homonymes, voir 4e régiment.
Le 4e régiment de spahis tunisiens (4e RST) était un régiment de cavalerie appartenant à l'armée d'Afrique et dépendant de l'Armée de terre française.

## Création et différentes dénominations
Le 4e régiment de spahis est créé en 1886 à Sfax.

## Chefs de corps

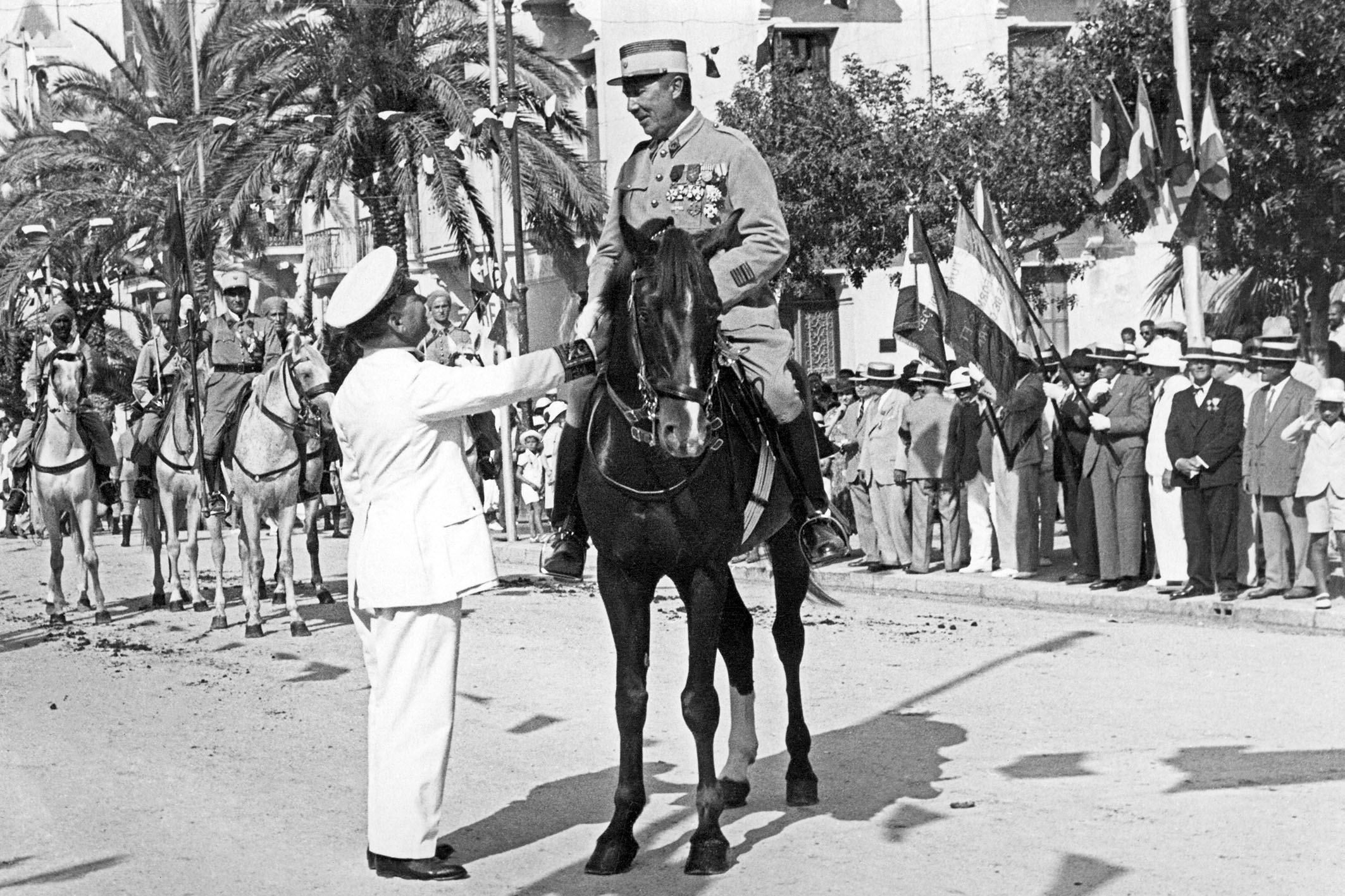
Le colonel Bougrain, chef de corps du 4e RST, et Léon Beaufils, contrôleur civil du protectorat à Sfax, en 1934.

- En 1914, le 4e spahis est commandé par le colonel Couverchel[2].
- En 1933, le colonel Bougrain prend le commandement.

## Historique des garnisons, campagnes et batailles

### 1880 à 1914
Des pelotons participent aux diverses expéditions dans le Sud de la Tunisie dans les années 1880 avant de former officiellement le 4e régiment de spahis en 1886, puis de prendre le nom de 4e régiment de spahis tunisiens en 1921. Il assure des missions de police jusqu'en 1889 dans le Sud tunisien.
Il est également présent au Maroc en 1911-1914.

### Première Guerre mondiale

#### 1914
Le 4e spahis est embarqué le 1er septembre 1914 à Sfax, l'effectif est de 31 officiers, 666 hommes de troupe et 671 chevaux. Les 4 escadrons débarquent à Marseille le 4 septembre 1914 et sont immédiatement dirigés sur le camp retranché de Paris.

#### 1917
Le 4e spahis est la première unité alliée à pénétrer dans Quierzy lors du repli allemand de mars 1917.

### Entre-deux-guerres
Au Maroc et en Palestine 

### Seconde Guerre mondiale

#### 1939
À la déclaration de guerre en 1939, il met sur pied avec le 1er régiment étranger de cavalerie le 88e groupe de reconnaissance de division d'infanterie.

#### 1941
Durant la Seconde Guerre mondiale, lors de l'invasion du Levant français par les alliés, le 3e escadron du 4e RST se trouve engagé contre les Britanniques et les Français libres avant d'être rapatrié en Afrique du Nord.

#### 1942
Après les débarquements américains au Maroc et en Algérie, le régiment combat les forces de l'Axe devant Sfax-Médenine en novembre 1942. Il est alors toujours monté. Il rejoint la première armée britannique et se dote en partie de véhicules et d'automitrailleuses de prise ou de provenance anglaise. Il assure presque seul le flanc-garde en Tunisie.

#### 1943
Il est en tête du défilé de la victoire à Tunis le 11 novembre 1943.

## Étendard
Il porte, cousues en lettres d'or dans ses plis, les inscriptions suivantes :
- Maroc 1911-1913
- Artois 1914-1915

### Décorations et inscriptions au drapeau
Le régiment a obtenu la croix de guerre 1914-1918 avec une palme (citation à l'ordre de l'armée et une étoile de vermeil).

## Personnalités ayant servi au sein du régiment
- Gabriel Bougrain (1882-1966), général ;
- Fortuné Delsaux (1915-1946), Compagnon de la Libération ;
- Charles Rudrauf (1919-2010), Compagnon de la Libération ;
- Marceau Faucret (1919-2000), Compagnon de la Libération.

## Autres régiments de spahis tunisiens
Le 12e régiment de spahis tunisiens est issu du 1er régiment mixte de cavalerie du Levant (1918). Mis sur pied en 1922, il est dissous en 1929.
Le 5e régiment de spahis tunisiens est issu du 12e. Créé en 1929, il est dissous en 1933.